# Armand Lebailly
Pour les articles homonymes, voir Lebailly.
Armand-Emmanuel Lebailly ou Le Bailly, né le 22 avril 1838 à Gavray et mort le 4 septembre 1864, à Paris, est un poète et homme de lettres français.

## Biographie
Parent du fabuliste Antoine Le Bailly, né d’un père, moitié cultivateur, moitié tailleur d'habits, Lebailly était considéré comme tous les siens comme un « petit prodige ». Deux prêtres de la paroisse lui enseignèrent, avec l’assentiment du tailleur, quelques notions de grammaire et d’histoire qu’il s’assimila rapidement, puis l’envoyèrent au petit séminaire de Muneville où il ne resta qu’une année. De Muneville, il fut à Mortain, où il écrivit, entre la prière et l’étude, aux heures de récréations, ses premiers vers. La quatrième année de ses études, la pension du collège devint trop lourde, malgré de successifs allégements, pour les finances de son père et, au lieu de retourner à Mortain, on expédia à Saint-Lô où il prit gratuitement les leçons de nouveaux professeurs. C’est probablement durant cette dure année que Lebailly, logé quelque part dans la ville dans une étroite chambre à deux écus pour écoliers pauvres, sans air, dans un des plus tristes quartiers de la vieille ville, avec une couchette de bois dur et un peu de bouillon sur du pain, une fois par jour, contracta la tuberculose. À la fin de l’année, il crachait le sang.
Après avoir vécu seul tout un an, toujours laborieux, allant au collège et en revenant par les rues noires et tortueuses, ses livres et ses cahiers sous le bras, faible et blême, il entra au séminaire diocésain. Il n’y resta que quelques semaines : les privations et le travail avaient affaibli sa santé ; d’étranges malaises le prenaient, des inquiétudes lui montaient par instant au cœur ; ses oreilles pleines de bruits n’entendaient plus, ou si peu qu’il devint une charge pour ses professeurs et une gêne pour ses condisciples. Il lui fallut rentrer à Gavray.
Le rêve de sa famille d’en faire un prêtre était brisé. Lebailly, que la vie littéraire tentait, parla de se rendre à Paris. Chacun essaya de l’en dissuader mais il n’en partit pas moins. Il vécut une année à Caen au service d’un petit journal dont il alimenta, presque à lui seul, les colonnes. Il avait vingt ans lorsqu’en juin 1858, il arriva sanglé dans une longue redingote issue des œuvres paternelles, sur le pavé parisien. De suite, il y fut aux prises avec les difficultés habituelles, dépensant ses quelques écus laborieusement amassés, promenant ses sollicitations de journaux en journaux. D’un caractère inquiet et ombrageux, qui lui suscita plus d’un inconvénient, il y épuisa son crédit, sa bourse et sa confiance, puis finalement ce qui lui restait de santé. Après avoir cédé à un bouquiniste deux ou trois douzaines de volumes qu’il gardait dans son mince bagage, il fut réduit à devoir aller chercher derrière la Villette, dans la plainte déserte de Saint-Denis, un lit en plein vent, sous un pont : le lit desséché d’un ruisseau où il vécut pendant près d’un mois. Au matin, il sortait de cet unique domicile pour courir toute la journée Paris, les journaux, les antichambres des hommes de lettres connus. À la nuit tombante, il regagnait son gîte, chaque soir, en grande crainte d’être aperçu. Parfois, lorsqu’il pleuvait, les ondées d’été noyaient le creux des fossés dans des flaques d’eau qui s’étendaient jusque sous la voûte du pont, et il était obligé de se lever de sa couche mouillée pour se tenir debout contre les piliers de pierre, au milieu de la nuit.
Pendant six années que le fit attendre la mort, il se traîna d’un lit d’hôpital à un autre, écrivant dans ses rares jours de répit les courtes pages de son œuvre. Chaque été, dès qu’il se sentait un peu de forces et quelques écus dans la main, il prenait la diligence pour Gavray. Au retour, il retrouvait l’hôpital pour des mois, jusqu’à ce que l’ennui l’en arrachât de nouveau. Pendant une période d’accalmie, la Revue des Races latines l’attacha à sa rédaction. Il y resta peu et n’y fit pas fortune. Aucune besogne ne le rebutait, il les acceptait toutes pour vivre. C’est ainsi qu’il écrivit des notes sur les comices et les questions agricoles pour un journal de Caen, et qu’un soir de famine, il fit pour l’Almanach des Gourmands de Monselet un article sur la manière de préparer le plum pudding. Il traversa plusieurs années de convalescences en rechutes, publiant quatre ou cinq volumes écrits dans la fièvre.
Son recueil de vers les Chants du Capitole fut remarqué, et ce début lui promettait de brillants succès pour l’avenir. Ces premiers vers bien frappés et énergiques, lui attirèrent les félicitations et l’amitié d’éminents hommes de lettres. Après avoir accompli le voyage d’Italie, grâce à une charité de son éditeur, il publia Italia mia. Mais la maladie dont était atteint Lebailly était incurable, et ce fut en vain qu’il alla demander au soleil de Nice le rétablissement de ses forces épuisées. De retour à Paris, se sentant perdu, il écrivit encore néanmoins trois volumes, l’un sur Hégésippe Moreau, auquel il avait voué une sorte de culte et vers lequel poussait une mystérieuse sympathie, l’autre sur Alix de Lamartine et Maria Grazia, une histoire d’amour. Il s’était rendu à Provins pour y rassembler les éléments de biographie complète de Moreau, qui eut beaucoup de succès à sa sortie. II fit paraître ensuite les œuvres inédites de ce poète. II projetait également d’écrire la vie de Gilbert et celle de Chatterton, mais il passa tout l’hiver de 1863-1864, son dernier, dans les hôpitaux, où quelques amis le visitaient de loin en loin.
Quand Lamartine eut lu les pages qu’il avait consacrées à sa mère, il éprouva le désir d’en connaître l’auteur. Un soir, il se rendit donc, accompagné d’Ernest Legouvé, à l’hôpital Necker et serra la main mourante de Armand Lebailly. Une fois dans sa voiture, Lamartine après un moment de silence, dit à Legouvé : « Ce pauvre jeune homme est bien malade, mais il n’est pas à la veille de mourir. De longs soins lui seront encore utiles : joignez cela à ce que vous lui donnerez », et lui tendit un billet de 500 francs. Trois jours plus tard, Legouvé apprenait que Lamartine lui-même était poursuivi pour une somme de 1 000 francs qu’il ne pouvait pas payer. Le lendemain de ce jour, Legouvé vint revoir Lebailly et, pour faire accepter l’obole de Lamartine et la sienne, usa d’un subterfuge : « Je vous apporte une bonne nouvelle, mon cher enfant, lui dit-il. L’Académie a partagé son prix annuel de poésie entre un jeune littérateur et vous. Mais d’ici le mois de juillet, où les noms des lauréats seront seulement proclamés, les vallons de la Sienne vont reverdir... Voulez-vous que je vous avance vos 750 francs ? ». Lebailly courut à Gavray, puis en repartit bientôt, impatient d’assister à son propre triomphe. Il regagna la capitale à petites journées où il tomba exténué, juste à temps pour apprendre par les journaux la supercherie dont il avait été l’objet. Pris de désespoir, il voulut être conduit sur le champ dans un hôpital, et quelques semaines plus tard, il mourait dans la même salle de Necker où était mort Aloysius Bertrand.
Il est inhumé à Gavray où sa tombe est toujours visible.

## Œuvres
- Italia mia, préface d'Ernest Legouvé de l'Académie française, Garnier Frères libraires-éditeurs, Paris, 1860
- Chants du Capitole, Garnier Frères libraires-éditeurs, Paris, 1861
- La Rosière du petit Moulin-Rouge. Étude contemporaine, Revue des races latines, 6e année, 35e volume, Paris, décembre 1862
- Maria Grazia, Dentu éditeur, Paris, 1863
- Hégésippe Moreau, sa vie, ses œuvres, documents inédits, librairie Bachelin-Deflorenne, Paris, 1863
- Madame de Lamartine, librairie Bachelin-Deflorenne, Paris, 1864